# Archetyp Market
Archetyp ou Archetyp Market est un marché disponible sur le darknet lancé en mai 2020, fonctionnant sur le réseau Tor et accessible uniquement via des navigateurs Web sécurisés spécifiques. Les transactions sont exclusivement faites via Monero, une crypto-monnaie conçue pour être sécurisé. Archetyp est connu pour sa disponibilité et sa sécurité,.
Le 16 juin 2025 les autorités allemandes annoncent le démantèlement du site suite à une action coordonnée de six pays européens, avec le soutien d'Europol et d'Eurojust.

## Histoire
Le développement d’Archetyp Market est lié à l’histoire personnelle de son fondateur, dont les premières années de vie se sont déroulées dans un contexte socio-économique difficile. Ces débuts ont été rythmés par des rencontres avec des substances illicites. Les expériences du fondateur avec le LSD à l'âge de 20 ans ont déclenché une période d'introspection et une réévaluation critique des comportements antérieurs, y compris sa consommation habituelle d'alcool. Silk road a fait découvrir à son fondateur un ensemble de valeurs qui influenceront plus tard la création d'Archetyp. Archetyp se distingue par l'introduction de jeux et d'un système de loterie, des caractéristiques qui le différencient des autres marchés. Le fondateur a positionné Archetyp Market comme un contrepoint, cherchant à équilibrer les intérêts commerciaux avec une conduite fondée sur des principes. L'objectif était de créer un marché qui éviterait les tendances purement axées sur le profit de ses prédécesseurs en faveur d’une approche plus axée sur la valeur, contribuant ainsi à des discussions plus larges sur la dépénalisation et la légalisation des drogues.

## Controverse

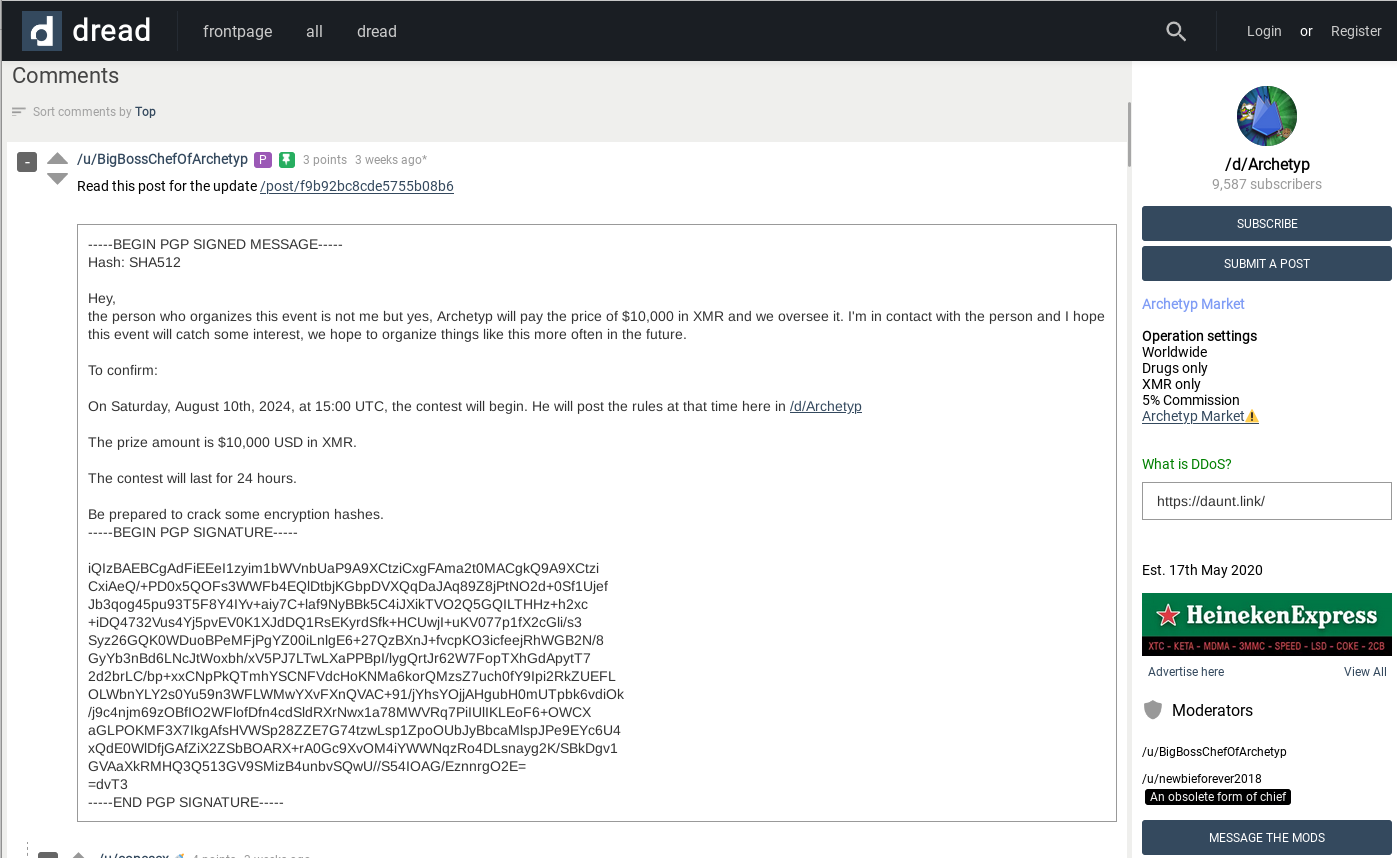
Message PGP signé du propriétaire d'Archetyp annonçant le concours.

Lors du DEF CON 32, le marché darknet Archetyp a organisé une chasse au trésor avec un prix Monero de 10 000 $, mettant les participants au défi de trouver trois codes QR cachés à travers Las Vegas. Malgré l'enthousiasme initial, l'événement a été critiqué pour sa difficulté quasi impossible, avec des exigences complexes comme le craquage de hachages cryptés et un délai serré de 24 heures. Personne n'a remporté le concours, ce qui a donné lieu à une croyance répandue selon laquelle l'événement était un coup de publicité orchestré par l'administrateur d'Archetyp plutôt qu'une véritable compétition,.